# Canenx-et-Réaut
 Canenx-et-Réaut  (en occitano Canens Arriu Aub) es una población y comuna francesa, situada en la región de Aquitania, departamento de Landas, en el distrito de Mont-de-Marsan y cantón de Labrit.

## Demografía
| 248 | 182 | 136 | 112 | 153 | 135 |
| Para los censos de 1962 a 1999 la población legal corresponde a la población sin duplicidades (Fuente: INSEE [Consultar]) |     |     |     |     |     |